# Raïon de Krasnogorsk
Le raïon de Krasnogorsk (russe : Красного́рский райо́н; oudmourte : Красногорск ёрос, Krasnogorsk joros) est un raïon de la république d'Oudmourtie en Russie,.

## Présentation
La superficie du raïon de Krasnogorsk est de 1 860 km2.
Le raïon de Krasnogorskoïe est situé dans la partie nord-ouest de l'Oudmourtie.
Il borde le raïon de Yukamenski et le raïon de Glazov au nord, le raïon de Balézino au nord-est, le raïon d'Igra au sud-est, le raïon de Selty au sud-ouest, et l'oblast de Kirov à l'ouest.
Environ 30 % de sa superficie est couverte de forêts. Les rivières du raïon sont Lekma, Ubyt, Sepytch, Junda, Kep, Salja, Yucchur, Kokmanka, Pester et Ut.
Ses ressources naturelles comprennent le pétrole, la tourbe et l'argile.
Le raïon comprend dix municipalités rurales : Agrikol, Arkhangelskoïe, Djoby, Kokman, Krasnogorskoïe, Kurja, Prokhorovo, Seleg, Valamaz et Vasiljevskoïe.
Son centre administratif est le village de Krasnogorskoïe.
Environ 59,8 % des habitants sont russes, 38,1 % oudmourtes et 1,3 % tatars.
Des entreprises du raïon de Krasnogorsk produisent de l'huile et de la tourbe.
Il y a aussi une fabrique de bouteilles et une activité sylvicole et des entreprises de transformation du bois.
L'agriculture est axée sur la production de lait et de viande, ainsi que sur la culture de céréales, de lin, de légumes et de pommes de terre.
Le journal local est intitulé Pobeda.
L'autoroute  passe au sud du raïon,.

## Démographie
La population du raïon de Krasnogorsk a évolué comme suit:
| 1959   | 1970   | 1979   | 1989   | 2002   |
| ------ | ------ | ------ | ------ | ------ |
| 21 391 | 17 372 | 15 495 | 14 202 | 12 219 |

| 2009   | 2015  | 2019  | 2021  | - |
| ------ | ----- | ----- | ----- | - |
| 11 628 | 9 393 | 8 711 | 7 841 | - |

## Galerie

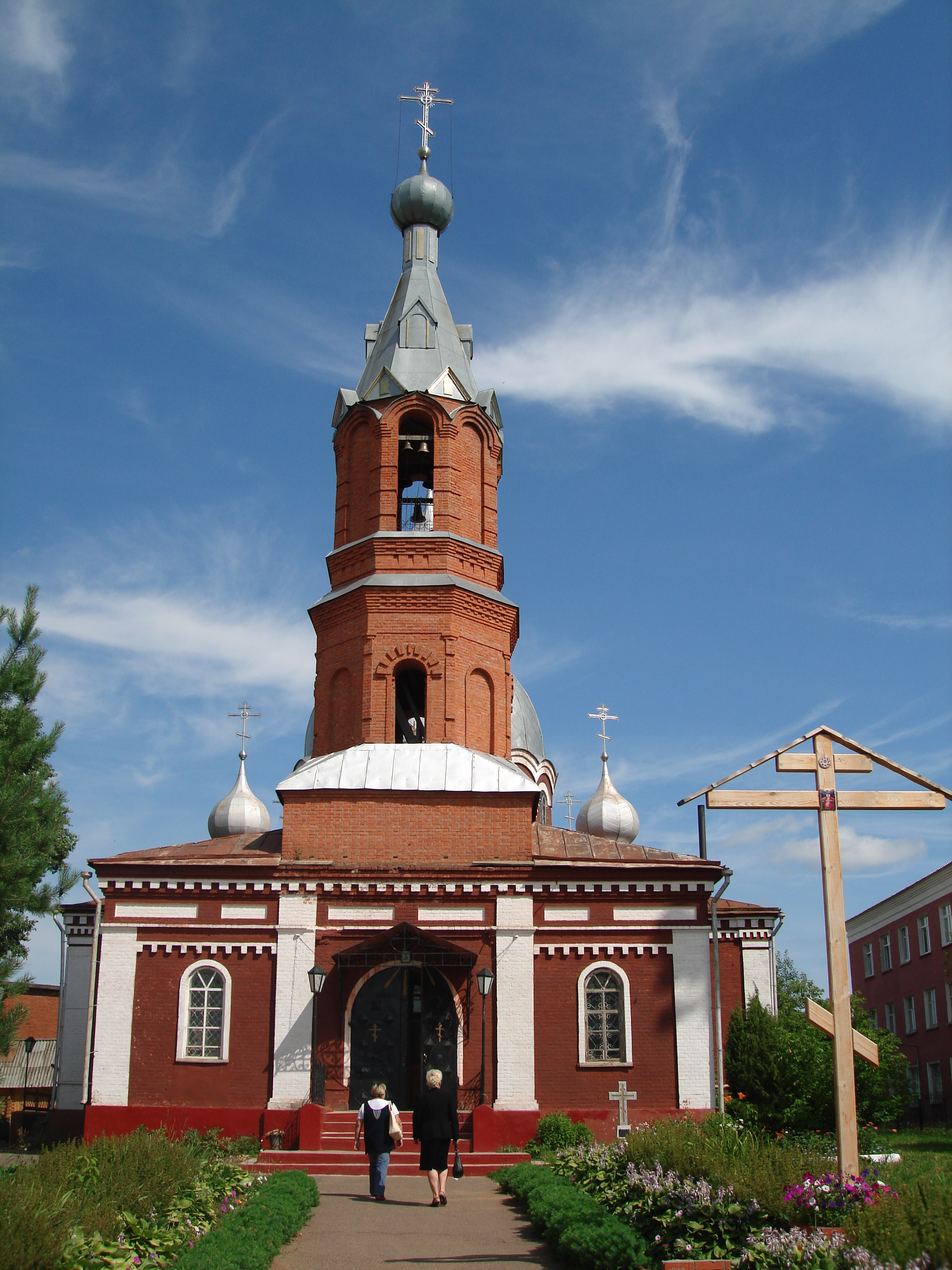
Église de l'Intercession du Très Saint Théotokos.
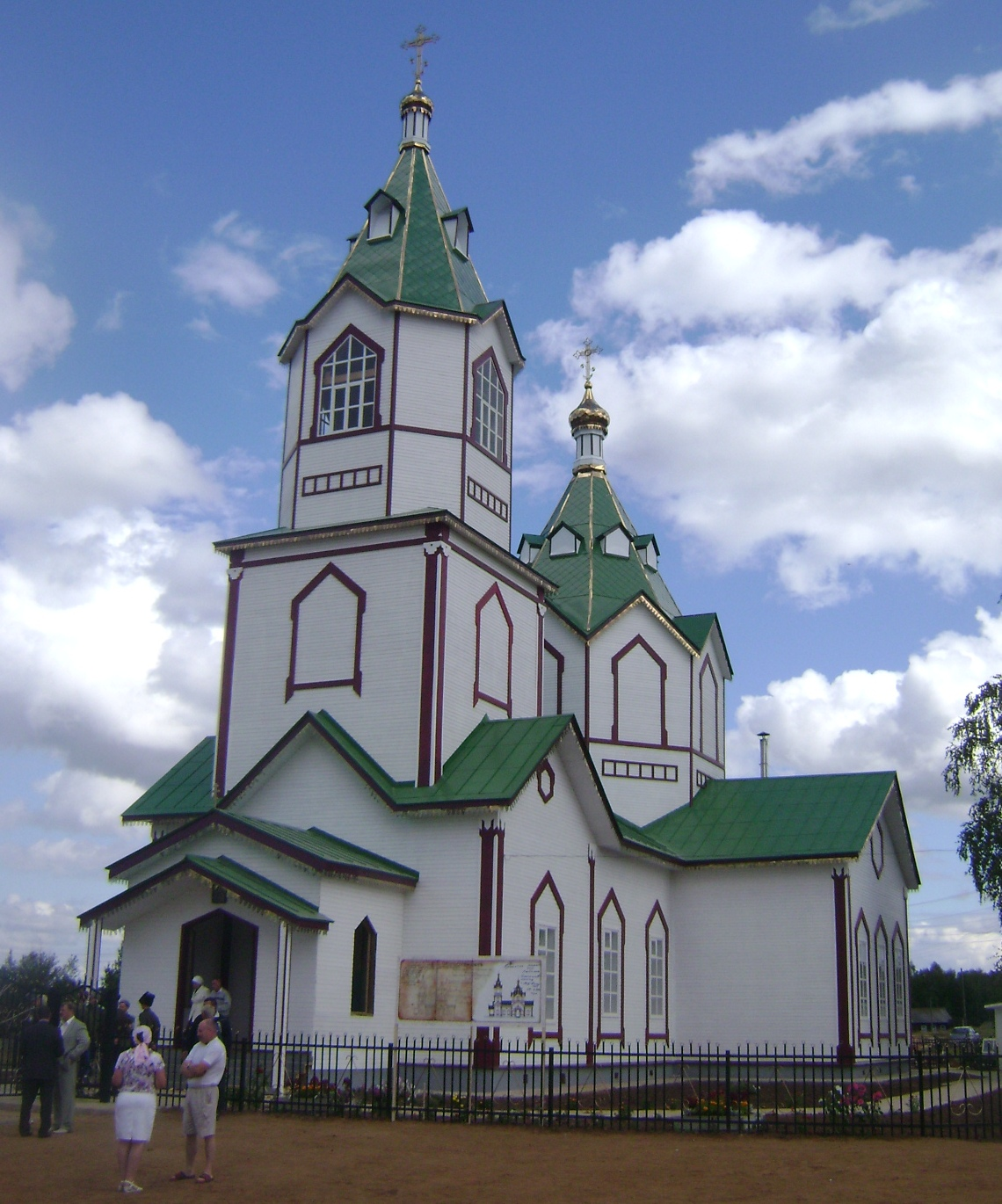
Église de Vasilyevskoïe.
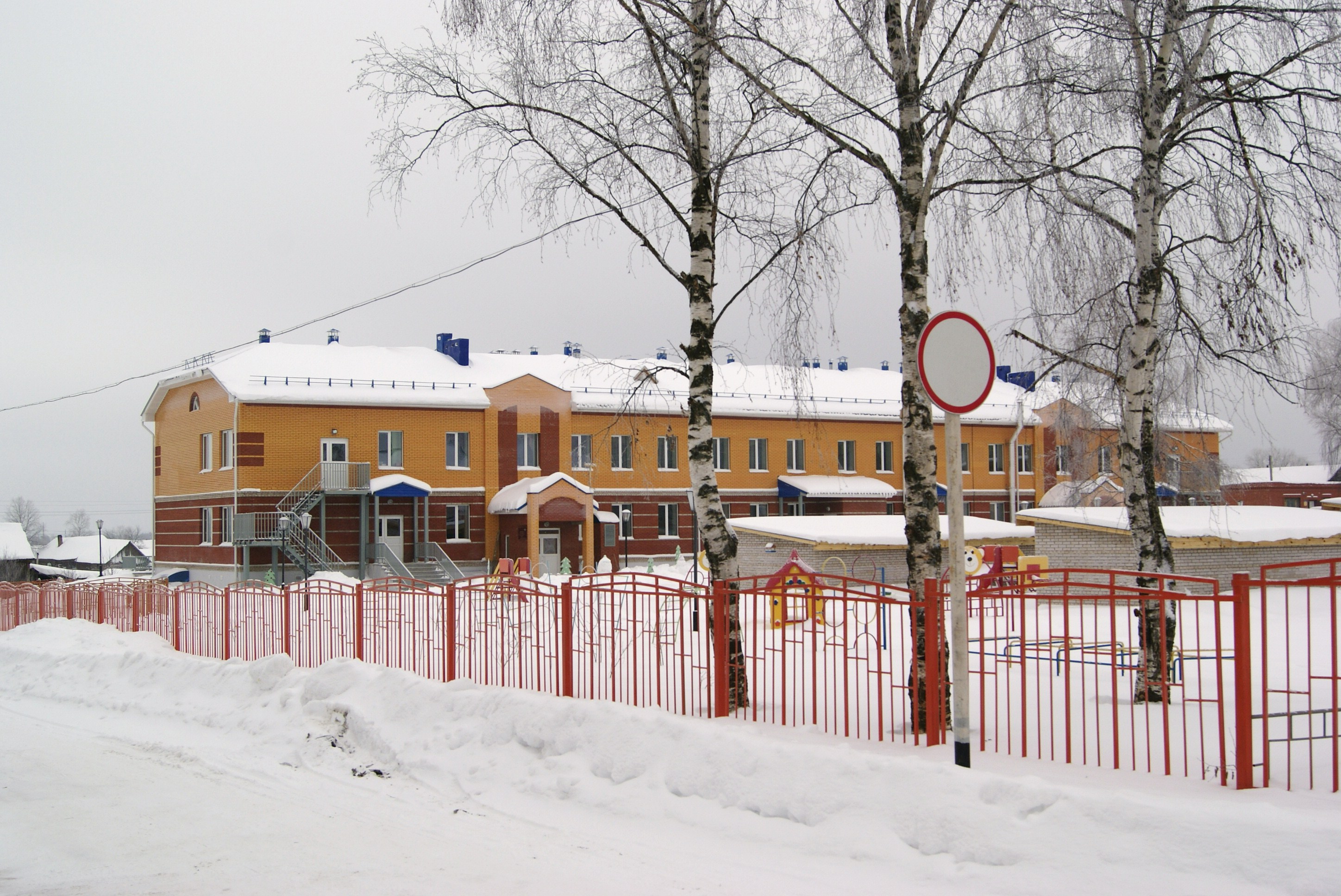
École maternelle de Krasnogorsk.
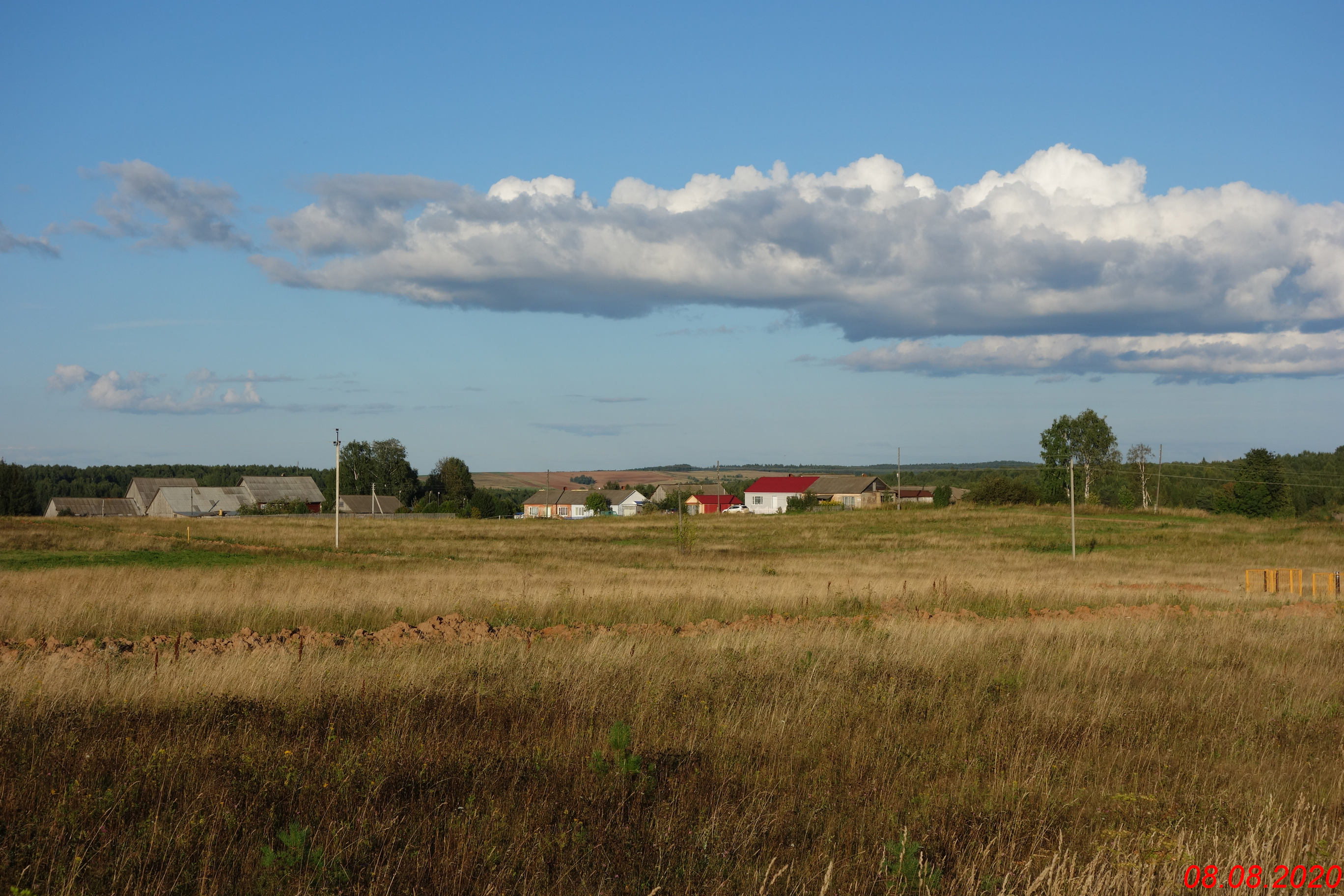
Vasilyevskoïe.